# Eli Mandel
Elias Wolf (Eli) Mandel (ur. 3 grudnia 1922 w Estevan, zm. 3 września 1992 w Toronto) – kanadyjski poeta.

## Życiorys
Urodził się w rodzinie żydowskich imigrantów z Ukrainy (należącej do Imperium Rosyjskiego), dorastał na prerii. Podczas II wojny światowej służył w armii, później studiował na University of Saskatchewan, gdzie w 1950 uzyskał dyplom, w 1957 doktoryzował się na Uniwersytecie w Toronto, później wykładał na Uniwersytecie Alberty i York University. Był autorem 9 zbiorów poezji. Jego wczesne wiersze zostały zebrane w książkach Trio (1954) i Fuseli Poems (1960). W 1967 wydał tom An Idiot Joy, a w 1977 Out of Place. W tej twórczości, charakteryzującej się bogatą symboliką i złożoną formą, dominował pesymizm jako reakcja na wydarzenia Holocaustu. Później tworzył w oszczędnym, kolokwialnym stylu.